# Aglutynogen
Aglutynogeny – antygeny (zwykle glikoproteiny) występujące w błonie komórkowej krwinek czerwonych, zlepiane podczas aglutynacji przez aglutyniny. 250 opisanych aglutynogenów pozwala na rozróżnienie układów grupowych krwi.